# Sollevamento pesi ai Giochi della XXXI Olimpiade - 105 kg maschile
Le gare di sollevamento pesi della categoria fino a 105 kg maschile dei giochi olimpici di Rio de Janeiro 2016 si sono svolte il 15 agosto 2016 presso il padiglione 2 di Riocentro.

## Programma
L'orario indicato è riferito a quello brasiliano (UTC-3)
| Data                   | Ora   | Gruppo   |
| ---------------------- | ----- | -------- |
| Lunedì, 15 agosto 2016 | 15:30 | Gruppo B |
| Lunedì, 15 agosto 2016 | 19:00 | Gruppo A |

## Record
Prima della competizione, i record olimpici e mondiali erano i seguenti:
| Record mondiale | Strappo | Andrei Aramnau Bielorussia | 200 kg | 18 agosto 2008 Pechino, Cina    |
| Record mondiale | Slancio | Ilya Ilyin Kazakistan      | 246 kg | 12 dicembre 2015 Grozny, Russia |
| Record mondiale | Totale  | Ilya Ilyin Kazakistan      | 437 kg | 12 dicembre 2015 Grozny, Russia |
| Record olimpico | Strappo | Andrei Aramnau Bielorussia | 200 kg | 18 agosto 2008 Pechino, Cina    |
| Record olimpico | Slancio | Andrei Aramnau Bielorussia | 236 kg | 18 agosto 2008 Pechino, Cina    |
| Record olimpico | Totale  | Andrei Aramnau Bielorussia | 436 kg | 18 agosto 2008 Pechino, Cina    |

## Risultati
| Pos. | Atleta               | Gruppo | Peso   | Strappo (kg) | Strappo (kg) | Strappo (kg) | Strappo (kg) | Slancio (kg) | Slancio (kg) | Slancio (kg) | Slancio (kg) | Totale |
| Pos. | Atleta               | Gruppo | Peso   | 1            | 2            | 3            | Risultato    | 1            | 2            | 3            | Risultato    | Totale |
| ---- | -------------------- | ------ | ------ | ------------ | ------------ | ------------ | ------------ | ------------ | ------------ | ------------ | ------------ | ------ |
|      | Ruslan Nurudinov     | A      | 104.96 | 190          | 194          | 197          | 194          | 225          | 230          | 237          | 237          | 431    |
|      | Simon Martirosyan    | A      | 104.63 | 185          | 190          | 195          | 190          | 220          | 227          | 234          | 227          | 417    |
|      | Aleksandr Zaychikov  | A      | 104.51 | 185          | 190          | 193          | 193          | 223          | 227          | 227          | 223          | 416    |
| 4    | Yang Zhe             | A      | 104.59 | 190          | 195          | 197          | 190          | 220          | 225          | 227          | 225          | 415    |
| 5    | İvan Yefremov        | A      | 104.90 | 185          | 189          | 194          | 194          | 210          | 218          | 220          | 220          | 414    |
| 6    | Mohammad Reza Barari | A      | 104.65 | 180          | 185          | 186          | 186          | 220          | 230          | 231          | 220          | 406    |
| 7    | Arkadiusz Michalski  | A      | 104.77 | 175          | 179          | 179          | 179          | 221          | 228          | 228          | 221          | 400    |
| 8    | Artūrs Plēsnieks     | A      | 103.99 | 176          | 180          | 181          | 181          | 218          | 223          | 225          | 218          | 399    |
| 9    | Salwan Jasim Abbood  | B      | 103.80 | 175          | 180          | 182          | 180          | 214          | 219          | 219          | 214          | 394    |
| 10   | Jürgen Spieß         | B      | 104.51 | 170          | 174          | 175          | 170          | 210          | 220          | 220          | 220          | 390    |
| 11   | Sargis Martirosjan   | B      | 104.19 | 179          | 184          | 184          | 179          | 201          | 208          | 210          | 210          | 389    |
| 12   | Gaber Mohamed        | B      | 104.98 | 166          | 171          | 173          | 173          | 204          | 208          | –            | 204          | 377    |
| 13   | Hernán Viera         | B      | 103.85 | 142          | 147          | 151          | 151          | 193          | 197          | 200          | 200          | 351    |
| 14   | David Katoatau       | B      | 104.58 | 135          | 140          | 145          | 145          | 195          | 204          | 208          | 204          | 349    |
| –    | Bartłomiej Bonk      | A      | 104.07 | 180          | 180          | 185          | 185          | 215          | 216          | 218          | –            | NF     |
| –    | Giorgi Chkheidze     | B      | 104.74 | 165          | 170          | 173          | 170          | 205          | 205          | 208          | –            | NF     |
| –    | Mateus Gregório      | B      | 104.47 | 165          | 170          | 175          | 170          | 200          | 200          | 200          | –            | NF     |

## Nuovi record
| Slancio | 237 kg | Ruslan Nurudinov | Record olimpico |